# 豐丘村 (台灣)
23°40′18″N 120°52′29″E / 23.671572°N 120.874720°E
豐丘村（布農語：Salitung）是臺灣南投縣信義鄉的一個村，位於該鄉西北部陳有蘭溪流域，東依自強村、望美村與卡里布安村，西南接東埔村，北與明德村與人和村接壤。日治時期布農族人遷至此地時，因本地的丘陵地形將此地命名為「豐丘」（ Toyooka）。該村於1971年9月1日自明德村拆分而成立，村內有豐丘（沙里凍）等聚落。
過去豐丘村的農作物為小米，日治時期後開始栽種水稻，由於氣候適合葡萄生長，自1980年代起開始引入葡萄，成為本地主要的經濟作物，目前設有豐丘葡萄觀光果園。1996年7月，賀伯颱風使轄內發生土石流，造成2人死亡，10戶房屋遭到掩埋。2008年9月15日，辛樂克颱風造成豐丘明隧道南口發生土石流，省道臺21線（新中橫公路）上的車輛遭到活埋，並使轄內唯一的對外道路中斷，造成救援困難，該事故共有7人死亡。

## 交通動線
- 臺21線（沙里凍橋、豐丘橋與陳有蘭溪橋）
- 郡大林道（郡大神社）
  - 19k支線
  - 35k支線
  - 38k支線

## 自然景觀
| - 陳有蘭溪 - 十八重溪 - 郡大溪 | - 清水山 - 望鄉山 - 郡大山北峰 |

## 設施與景點

### 豐丘
由日治時期的ロンカイバン社與パラサゴン社兩部落所組成。
| - 南投縣政府警察局信義分局 - 豐丘派出所 - 郡大檢查哨 | - 南投縣立豐丘國民小學 - 臺灣基督長老教會中布中會豐丘教會 - 豐丘葡萄觀光果園 |